# Ragnar Omtvedt
Ragnar Omtvedt (ur. 18 lutego 1890 w Oslo, zm. 31 marca 1975 w hrabstwie St. Lucie) – amerykański narciarz pochodzenia norweskiego, olimpijczyk, mistrz USA i Kanady w skokach narciarskich.

## Życiorys
Ragnar Omtvedt urodził się w Oslo w Norwegii, ale w 1912 wyemigrował do Stanów Zjednoczonych. Zdobył mistrzostwo USA w skokach narciarskich w 1913, 1914 oraz 1917, a w 1922 stał się mistrzem Kanady w tej samej konkurencji. W 1916 skoczył 58,8 m. na skoczni w Steamboat Springs w Kolorado (mówi się, że mógł to być rekord świata). Reprezentował USA na Zimowych Igrzyskach Olimpijskich 1924, ale nie w skokach. Startował w biegu na 18 km (35. miejsce) i w kombinacji norweskiej (23. miejsce). W 1924 podczas skoku doznał kontuzji nogi i zrezygnował z dalszej kariery. W 1957 wybrano go do US National Ski Hall of Fame.